# Information Systems Management
Information Systems Management is een internationaal, aan collegiale toetsing onderworpen wetenschappelijk tijdschrift op het gebied van de informatiesystemen. De naam wordt in literatuurverwijzingen meestal afgekort tot Inform. Syst. Manag. Het wordt uitgegeven door Taylor & Francis en verschijnt 4 keer per jaar.